# (600) Муза
(600) Муза (др.-греч. μοῦσα) — астероид главного пояса, который принадлежит к светлому спектральному классу S. Он был открыт 14 июня 1906 года американским астрономом Джоэлом Меткалфом в американском городе Таунтон (штат Массачусетс, США) и назван в честь Муз, древнегреческих покровительниц искусств и наук.

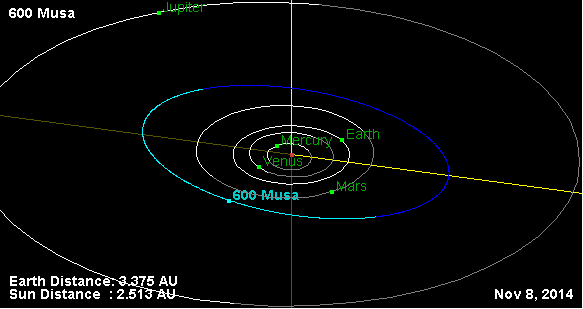
Орбита астероида Муза и его положение в Солнечной системе